# بخش پاتانامتیتا
بخش پاتانامتیتا (به انگلیسی: Pathanamthitta district) یک بخش در هند است که در کرالا واقع شده‌است. بخش پتهانم تیتا ۲٬۶۴۲ کیلومتر مربع مساحت و ۱٬۲۳۱٬۵۷۷ نفر جمعیت دارد.